# 김부관
김부관(한국 한자: 金附罐, 1990년 9월 3일 ~ )은 대한민국의 축구 선수이며 포지션은 미드필더이다.

## 축구인 경력

### 선수 경력
광주대학교 축구부를 거쳐 2011년 내셔널리그 김해시청에 입단하였다. 김해시청에서는 주요 포지션인 측면 미드필더에서 최전방 공격수로도 활약하였으며, 골 기록은 평범하지만 빠른 스피드를 이용하여 준수한 모습을 보였다.
2015년 K리그 챌린지 수원 FC로 이적하여 프로 무대에 데뷔하였다. 특히 2015년 9월, 안산과의 경기에서 시저스킥 골을 넣은 장면은 큰 화제가 되기도 했다.
2019년 여름 이적시장에서 부산교통공사에 입단했다.

## 수상

### 팀

#### 아산 무궁화 축구단
- K리그2 우승: 2018